# Hermann Reichert

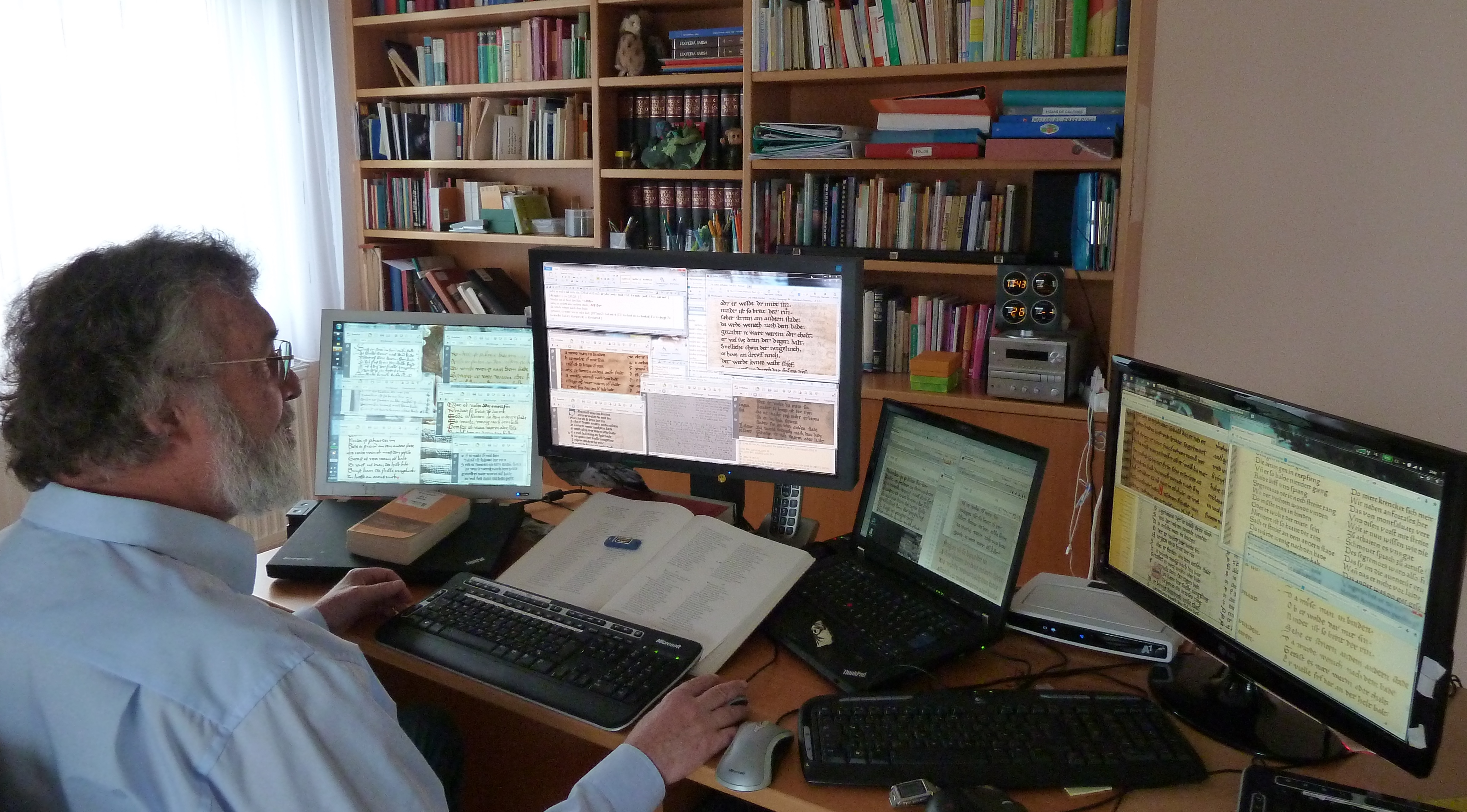
Hermann Reichert

Hermann Reichert (* 7. April 1944 in Pernitz, Niederösterreich) ist ein  österreichischer germanistischer und skandinavistischer Mediävist, Linguist und Namenforscher.

## Leben
Reichert studierte an der Universität Wien und wurde dort 1971 bei Otto Höfler mit der Dissertation „Die Wiedergabe der wulfilanischen Medien und Tenuen im späten Ostgermanischen“ promoviert. Dort habilitierte er sich auch 1984 bei Helmut Birkhan für ältere deutsche und  nordische Philologie mit der Arbeit „Lexikon der altgermanischen Namen“. Er war bis zu seinem Ruhestand 2009 als außerordentlicher Professor am Institut für Germanistik der Universität Wien und ist dort weiterhin in Lehre und Forschung tätig.
Wissenschaftliche Arbeitsschwerpunkte Reicherts sind die mittelhochdeutschen und skandinavischen Literaturen des Hochmittelalters im Kontext der Nibelungendichtung sowie Arbeiten im Bereich der altgermanischen Namenforschung, der Runologie und der Germanischen Altertumskunde. Neben zahlreichen Beiträgen in Periodika und Schriftreihen hat er als mitherausgebender Fachberater zahlreiche Artikel der zweiten Auflage des Reallexikons der germanischen Altertumskunde verfasst. Reicherts Habilitationsarbeit ist als erster Band des zweiteiligen Lexikons der altgermanischen Namen erschienen, das als wissenschaftliches Standardwerk gilt (Bd. 1: Text, 1987; Bd. 2: Register, erstellt von Robert Nedoma und Hermann Reichert, 1990). Weiters war er Herausgeber der altgermanistischen Schriftreihe Philologica Germanica.

## Publikationen (Auswahl)
- Wiedergabe der wulfilanischen Medien und Tenuen im späten Ostgermanischen. Wien 1971 (Dissertation Universität Wien 1971, Referent Otto Höfler)[1]
- Nibelungenlied und Nibelungensage (= Böhlau-Studien-Bücher). Böhlau, Wien u. a. 1985, ISBN 3-205-08376-8 (Karton) / ISBN 3-205-98376-9 (Pp).
- Lexikon der altgermanischen Namen.  Teil 1: Text / EDV. Verlag der Österreichischen Akademie der Wissenschaft, Wien 1987, ISBN 3-7001-0931-8 (Habilitationsschrift Universität Wien 1987, 843 Seiten).[2]
- Walther von der Vogelweide für Anfänger. WUV-Universitäts-Verlag, 3., neu bearbeitete und erweiterte Auflage. 2009, ISBN 978-3-7089-0548-8.
- Heldensage und Rekonstruktion: Untersuchungen zur Thidrekssaga.  Fassbaender, Wien 1992, ISBN 3-900538-34-4.
- „Lüge “und „Selbstgespräch“, zwei Kommunikationsmodelle. Edition . Praesens, Wien 1999, ISBN 3-7069-0035-1.
- Wolfram von Eschenbach, Parzival für Anfänger.Praesens Verlag, Wien, 3., völlig überarbeitete Aufl. 2017. ISBN 978-3-7069-0915-0.
- Konkordanz zum Nibelungenlied nach der St. Galler Handschrift. Band 1: A-M., Band 2: N-Z. (= Philologica Germanica. 27/1 und 27/2), Wien 2006. ISBN 978-3-900538-96-5.
- Wolfram von Eschenbach, Parzival. Band 1: Text. 520 Seiten, Praesens Verlag, Wien 2019. ISBN 978-3-7069-1016-3. E-Book (pdf): ISBN 978-3-7069-3008-6.
- Wolfram von Eschenbach, Parzival. Band 2: Untersuchungen. 397 Seiten, Praesens Verlag, Wien 2019. ISBN 978-3-7069-1017-0. E-Book (pdf): ISBN 978-3-7069-3009-3.
- Das Nibelungenlied. Nach der St. Galler Handschrift. Walter de Gruyter, Berlin/New York 2005, ISBN 978-3-11-089545-2; 2. Auflage ebenda 2017, ISBN 978-3-11-052421-5; (PDF) e-ISBN 978-3-11-052654-7.
- Nibelungenlied-Lehrwerk. Sprachlicher Kommentar, mittelhochdeutsche Grammatik, Wörterbuch. Passend zum Text der St. Galler Fassung („B“). Wien: Praesens Verlag, 2., neu bearbeitete und erweiterte Aufl. 2019. ISBN 978-3-7069-1051-4. Ebuch (pdf) ISBN 978-3-7069-3010-9.
- Minne. Eine Vorlesung. Facultas, Wien 2020, ISBN 978-3-7089-2022-1. Überarbeitete Fassung der 2010 erstmals veröffentlichten, seit 1986 gehaltenen Vorlesung.
- Tristan und Isolde in Dichtungen des Hochmittelalters. 298 Seiten, Praesens Verlag, Wien 2022,  ISBN 978-3-7069-1151-1. Open Access E-Book (pdf): DOI:10.23783/9783706911511.

## Referenzen und Quellen
1. ↑  „Eintrag im Erlanger Germanistenverzeichnis“
2. ↑  Teil 2: Register - erstellt von Robert Nedoma und Hermann Reichert, Verlag der Österreichischen Akademie der Wissenschaft, Wien 1990, ISBN 3-7001-1718-3.

| Personendaten    | Personendaten              |
| ---------------- | -------------------------- |
| NAME             | Reichert, Hermann          |
| KURZBESCHREIBUNG | österreichischer Germanist |
| GEBURTSDATUM     | 7. April 1944              |
| GEBURTSORT       | Pernitz                    |